# 70,000
70,000(칠만)은 69,999보다 크고 70,001보다 작은 자연수다.

## 수학
- 합성수로, 그 약수는 총 50개다.[a]
  - 70000의 진약수의 합은 123688이므로, 70000은 과잉수다.

## 70,000번대의 주요 자연수

### 70,001~70,999
- 70,078: 142번째 중심있는 칠각수.
- 70,125: 374번째 삼각수.
- 70,141: 168번째 중심있는 오각수.
- 70,210: 59번째 사각뿔수.
- 70,225 = 2652
- 70,227: 207번째 아킬레스 수.
- 70,300: 74번째 사면체수.
- 70,304: 208번째 아킬레스 수.
- 70,308: 168번째 칠각수.
- 70,309: 217번째 중심있는 삼각수.
- 70,312: 47번째 육각뿔수.
- 70,313: 188번째 중심있는 사각수.
- 70,329: 119번째 십이각수.
- 70,357: 133번째 십각수.
- 70,376: 75번째 케이크 수.
- 70,500: 375번째 삼각수.
- 70,525: 217번째 오각수.
- 70,557: 89번째 이십각수.
- 70,687: 154번째 중심있는 육각수.
- 70,688: 209번째 아킬레스 수.
- 70,756 = 2662
- 70,801: 101번째 십육각수.
- 70,840: 154번째 팔각수.
- 70,876: 376번째 삼각수.
- 70,960: 218번째 중심있는 삼각수.
- 70,981: 169번째 중심있는 오각수.

### 71,000~71,999
- 71,065: 189번째 중심있는 사각수.
- 71,072: 143번째 중심있는 칠각수.
- 71,085: 105번째 십오각수.
- 71,149: 169번째 칠각수.
- 71,177: 218번째 오각수.
- 71,253: 377번째 삼각수.
- 71,289 = 2672
- 71,422: 134번째 십각수.
- 71,520: 120번째 십이각수.
- 71,611: 155번째 중심있는 육각수.
- 71,614: 219번째 중심있는 삼각수.
- 71,631: 378번째 삼각수.
- 71,640: 72번째 삼십각수.
- 71,656: 52번째 오각뿔수.
- 71,765: 155번째 팔각수.
- 71,821: 190번째 중심있는 사각수.
- 71,824 = 2682
- 71,826: 170번째 중심있는 오각수.
- 71,832: 219번째 오각수.
- 71,940: 44번째 칠각뿔수.
- 71,995: 170번째 칠각수.

### 72,000~72,999
- 72,000: 210번째 아킬레스 수.
- 72,010: 379번째 삼각수.
- 72,073: 144번째 중심있는 칠각수.
- 72,106: 31번째 이십면체수.
- 72,180: 90번째 이십각수.
- 72,200: 211번째 아킬레스 수.
- 72,216: 102번째 십육각수.
- 72,271: 220번째 중심있는 삼각수.
- 72,361 = 2692
- 72,390: 380번째 삼각수.
- 72,451: 106번째 십오각수.
- 72,490: 220번째 오각수.
- 72,495: 135번째 십각수.
- 72,541: 156번째 중심있는 육각수.
- 72,581: 191번째 중심있는 사각수.
- 72,676: 171번째 중심있는 오각수.
- 72,696: 156번째 팔각수.
- 72,721: 121번째 십이각수.
- 72,771: 381번째 삼각수.
- 72,846: 171번째 칠각수.
- 72,900 = 2702
- 72,931: 221번째 중심있는 삼각수.

### 73,000~73,999
- 73,008: 212번째 아킬레스 수.
- 73,081: 145번째 중심있는 칠각수.
- 73,150: 75번째 사면체수.
- 73,151: 221번째 오각수.
- 73,153: 382번째 삼각수.
- 73,227: 76번째 케이크 수.
- 73,345: 192번째 중심있는 사각수.
- 73,440: 15부터 18까지 연속하는 네 자연수의 곱.
- 73,441 = 2712
- 73,477: 157번째 중심있는 육각수.
- 73,531: 172번째 중심있는 오각수.
- 73,536: 383번째 삼각수.
- 73,576: 136번째 십각수.
- 73,594: 222번째 중심있는 삼각수.
- 73,633: 157번째 팔각수.
- 73,645: 103번째 십육각수.
- 73,657: 73번째 삼십각수.
- 73,702: 172번째 칠각수.
- 73,728: 213번째 아킬레스 수.
- 73,744: 48번째 팔면체수.
- 73,801: 91번째 이십각수.
- 73,810: 60번째 사각뿔수.
- 73,815: 222번째 오각수, 35번째 오포체수.
- 73,830: 107번째 십오각수.
- 73,920: 384번째 삼각수.
- 73,932: 122번째 십이각수.
- 73,984 = 2722

### 74,000~74,999
- 74,088 = 423
- 74,096: 146번째 중심있는 칠각수.
- 74,113: 193번째 중심있는 사각수.
- 74,260: 223번째 중심있는 삼각수.
- 74,305: 385번째 삼각수.
- 74,391: 173번째 중심있는 오각수.
- 74,419: 158번째 중심있는 육각수.
- 74,482: 223번째 오각수.
- 74,529 = 2732
- 74,563: 173번째 칠각수.
- 74,576: 158번째 팔각수.
- 74,665: 137번째 십각수.
- 74,691: 386번째 삼각수.
- 74,872: 48번째 육각뿔수.
- 74,885: 194번째 중심있는 사각수.
- 74,929: 224번째 중심있는 삼각수.

### 75,000~75,999
- 75,000 = {\displaystyle {\frac {3}{4}}\times 10^{5}}
- 75,025: 25번째 피보나치 수.
- 75,076 = 2742
- 75,078: 387번째 삼각수.
- 75,088: 104번째 십육각수.
- 75,118: 147번째 중심있는 칠각수.
- 75,152: 224번째 오각수.
- 75,153: 123번째 십이각수.
- 75,222: 108번째 십오각수.
- 75,256: 174번째 중심있는 오각수.
- 75,272: 214번째 아킬레스 수.
- 75,361: 16번째 카마이클 수, 가장 큰 5자리 카마이클 수.
- 75,367: 159번째 중심있는 육각수.
- 75,429: 174번째 칠각수.
- 75,440: 92번째 이십각수.
- 75,466: 388번째 삼각수.
- 75,525: 159번째 팔각수.
- 75,601: 225번째 중심있는 삼각수.
- 75,625 = 2752
- 75,661: 195번째 중심있는 사각수.
- 75,702: 74번째 삼십각수.
- 75,762: 138번째 십각수.
- 75,825: 225번째 오각수.
- 75,843: 215번째 아킬레스 수, 53번째 오각뿔수.
- 75,855: 389번째 삼각수.

### 76,000~76,999
- 76,076: 76번째 사면체수.
- 76,126: 175번째 중심있는 오각수.
- 76,147: 148번째 중심있는 칠각수.
- 76,154: 77번째 케이크 수.
- 76,176 = 2762
- 76,245: 390번째 삼각수.
- 76,276: 226번째 중심있는 삼각수.
- 76,300: 175번째 칠각수.
- 76,321: 160번째 중심있는 육각수.
- 76,384: 124번째 십이각수.
- 76,424: 21번째 테트라나치 수.
- 76,441: 196번째 중심있는 사각수.
- 76,480: 160번째 팔각수.
- 76,501: 226번째 오각수.
- 76,545: 105번째 십육각수.
- 76,627: 109번째 십오각수.
- 76,636: 391번째 삼각수.
- 76,729 = 2772
- 76,832: 216번째 아킬레스 수.
- 76,867: 139번째 십각수.
- 76,935: 45번째 칠각뿔수.
- 76,954: 227번째 중심있는 삼각수.

### 77,000~77,999
- 77,001: 176번째 중심있는 오각수.
- 77,028: 392번째 삼각수.
- 77,097: 93번째 이십각수.
- 77,175: 217번째 아킬레스 수.
- 77,176: 176번째 칠각수.
- 77,180: 227번째 오각수.
- 77,183: 149번째 중심있는 칠각수.
- 77,225: 197번째 중심있는 사각수.
- 77,246: 2005년부터 2013년까지 이어진 77246 위조지폐 유통사건 당시, 대한민국에서 대량으로 유통된 5000원 지폐 다권의 위조판은 일련번호에 ‘77246’이 포함되어 있었다.
- 77,281: 161번째 중심있는 육각수.
- 77,284 = 2782
- 77,421: 393번째 삼각수.
- 77,441: 161번째 팔각수.
- 77,531: 61번째 사각뿔수.
- 77,625: 125번째 십이각수.
- 77,635: 228번째 중심있는 삼각수.
- 77,775: 75번째 삼십각수.
- 77,778: 21번째 카프리카 수.[b]
- 77,815: 394번째 삼각수.
- 77,841 = 2792
- 77,862: 228번째 오각수.
- 77,881: 177번째 중심있는 오각수.
- 77,976: 218번째 아킬레스 수.
- 77,980: 140번째 십각수.

### 78,000~78,999
- 78,013: 198번째 중심있는 사각수.
- 78,016: 106번째 십육각수.
- 78,045: 110번째 십오각수.
- 78,057: 177번째 칠각수.
- 78,210: 395번째 삼각수.
- 78,226: 150번째 중심있는 칠각수.
- 78,247: 162번째 중심있는 육각수.
- 78,319: 229번째 중심있는 삼각수.
- 78,400 = 2802
- 78,408: 219번째 아킬레스 수, 162번째 팔각수.
- 78,449: 49번째 팔면체수.
- 78,547: 229번째 오각수.
- 78,606: 396번째 삼각수.
- 78,608: 220번째 아킬레스 수.
- 78,732: 221번째 아킬레스 수.
- 78,766: 178번째 중심있는 오각수.
- 78,772: 94번째 이십각수.
- 78,805: 199번째 중심있는 사각수.
- 78,876: 126번째 십이각수.
- 78,943: 178번째 칠각수.
- 78,961 = 2812

### 79,000~79,999
- 79,003: 397번째 삼각수.
- 79,006: 230번째 중심있는 삼각수.
- 79,079: 77번째 사면체수.
- 79,092: 222번째 아킬레스 수.
- 79,101: 141번째 십각수.
- 79,158: 78번째 케이크 수.
- 79,219: 163번째 중심있는 육각수.
- 79,235: 230번째 오각수.
- 79,276: 151번째 중심있는 칠각수.
- 79,381: 163번째 팔각수.
- 79,392: 32번째 이십면체수.
- 79,401: 398번째 삼각수.
- 79,476: 111번째 십오각수.
- 79,501: 107번째 십육각수.
- 79,507 = 433
- 79,524 = 2822
- 79,601: 200번째 중심있는 사각수.
- 79,625: 49번째 육각뿔수.
- 79,656: 179번째 중심있는 오각수.
- 79,696: 231번째 중심있는 삼각수.
- 79,800: 399번째 삼각수.
- 79,834: 179번째 칠각수.
- 79,876: 76번째 삼십각수.
- 79,926: 231번째 오각수.